# Super Ocho
Super Ocho es el sexto álbum de estudio y el octavo disco del grupo de rock argentino 2 Minutos, fue publicado en 2004.

## Lista de temas
| N.º | Título            | Duración |  |
| 1.  | «Mundo TV»        |          |  |
| 2.  | «Historia triste» |          |  |
| 3.  | «Corazón»         |          |  |
| 4.  | «Angela»          |          |  |
| 5.  | «Washington»      |          |  |
| 6.  | «Puntero»         |          |  |
| 7.  | «Vampira»         |          |  |
| 8.  | «Ticket»          |          |  |
| 9.  | «Qué más»         |          |  |
| 10. | «Tiempo»          |          |  |
| 11. | «Ezeiza»          |          |  |
| 12. | «Falta»           |          |  |
| 13. | «Cristina»        |          |  |
| 14. | «Piso 22»         |          |  |
| 15. | «Felicidad»       |          |  |
| 16. | «David's song»    |          |  |

## Músicos
- Walter «Mosca» Velázquez (voz)
- Alejandro «Papa» Ainadjian (bajo)
- Marcelo Pedro Pedrozo (guitarra)
- Pablo Blinsky Coll Velmondo (guitarra)
- Monty Montes (batería)

- Datos: Q10920870